# Antolín Alcaraz
Antolín Alcaraz Viveros (San Roque González de Santa Cruz, 30 luglio 1982) è un ex calciatore paraguaiano, di ruolo difensore.

## Carriera

### Club
Dopo aver giocato in squadre amatoriali, a 19 anni firmò un contratto con il Racing Club de Avellaneda, senza mai scendere in campo. Nell'estate del 2002 passò alla Fiorentina, segnalato a Fascetti e Pavone dall'osservatore della Lazio, Vincenzo Proietti Farinelli e dal suo Procuratore Carlo Bruni ma a causa del fallimento della società viola trascorse un periodo di prova al Palermo, per poi trasferirsi in Portogallo al Beira-Mar.
Nelle stagioni successive divenne titolare fisso del club lusitano, di cui divenne anche capitano; nella stagione 2005-2006 contribuì alla promozione della squadra in Primeira Liga.
Il 30 aprile 2007 venne ingaggiato dal Club Bruges. Conquistò il posto da titolare a partire dalla seconda stagione, conducendo il club a due terzi posti ed un secondo posto in campionato.
Il 14 maggio 2010 è stato acquistato dal Wigan Athletic.
Dopo essere andato in scadenza con il Wigan, il 9 luglio 2013 firma un contratto biennale con l'Everton. Il 10 giugno 2015 decide di non rinnovare il suo contratto in scadenza, rimanendo quindi svincolato.
Il 2 agosto 2015 firma un contratto di un anno, con opzione per il secondo, con gli spagnoli del Las Palmas.

### Nazionale
Nel novembre 2008 ha ottenuto la sua prima convocazione nella Nazionale di calcio del Paraguay.
Il 14 giugno 2010 ha realizzato il primo gol del Paraguay nella rassegna iridata del campionato del mondo 2010 (contro l'Italia, partita terminata 1-1).

## Statistiche

### Cronologia presenze e reti in nazionale
| Cronologia completa delle presenze e delle reti in nazionale ― Paraguay | Cronologia completa delle presenze e delle reti in nazionale ― Paraguay | Cronologia completa delle presenze e delle reti in nazionale ― Paraguay | Cronologia completa delle presenze e delle reti in nazionale ― Paraguay | Cronologia completa delle presenze e delle reti in nazionale ― Paraguay | Cronologia completa delle presenze e delle reti in nazionale ― Paraguay | Cronologia completa delle presenze e delle reti in nazionale ― Paraguay | Cronologia completa delle presenze e delle reti in nazionale ― Paraguay |
| Data                                                                    | Città                                                                   | In casa                                                                 | Risultato                                                               | Ospiti                                                                  | Competizione                                                            | Reti                                                                    | Note                                                                    |
| ----------------------------------------------------------------------- | ----------------------------------------------------------------------- | ----------------------------------------------------------------------- | ----------------------------------------------------------------------- | ----------------------------------------------------------------------- | ----------------------------------------------------------------------- | ----------------------------------------------------------------------- | ----------------------------------------------------------------------- |
| 19-11-2008                                                              | Muscat                                                                  | Oman                                                                    | 0 – 1                                                                   | Paraguay                                                                | Amichevole                                                              | -                                                                       | 57’                                                                     |
| 12-8-2009                                                               | Seoul                                                                   | Corea del Sud                                                           | 1 – 0                                                                   | Paraguay                                                                | Amichevole                                                              | -                                                                       | 37’                                                                     |
| 11-10-2009                                                              | Puerto Ordaz                                                            | Venezuela                                                               | 1 – 2                                                                   | Paraguay                                                                | Qual. Mondiali 2010                                                     | -                                                                       |                                                                         |
| 18-11-2009                                                              | Heerenveen                                                              | Paesi Bassi                                                             | 0 – 0                                                                   | Paraguay                                                                | Amichevole                                                              | -                                                                       |                                                                         |
| 25-5-2010                                                               | Dublino                                                                 | Irlanda                                                                 | 2 – 1                                                                   | Paraguay                                                                | Amichevole                                                              | -                                                                       |                                                                         |
| 14-6-2010                                                               | Città del Capo                                                          | Italia                                                                  | 1 – 1                                                                   | Paraguay                                                                | Mondiali 2010 - 1° turno                                                | 1                                                                       |                                                                         |
| 20-6-2010                                                               | Bloemfontein                                                            | Slovacchia                                                              | 0 – 2                                                                   | Paraguay                                                                | Mondiali 2010 - 1° turno                                                | -                                                                       |                                                                         |
| 29-6-2010                                                               | Pretoria                                                                | Paraguay                                                                | 0 – 0 dts (5 – 3 dtr)                                                   | Giappone                                                                | Mondiali 2010 - Ottavi di finale                                        | -                                                                       |                                                                         |
| 3-7-2010                                                                | Johannesburg                                                            | Spagna                                                                  | 1 – 0                                                                   | Paraguay                                                                | Mondiali 2010 - Quarti di finale                                        | -                                                                       | 59’                                                                     |
| 11-8-2010                                                               | Asunción                                                                | Paraguay                                                                | 2 – 0                                                                   | Costa Rica                                                              | Amichevole                                                              | -                                                                       | 46’                                                                     |
| 4-9-2010                                                                | Yokohama                                                                | Giappone                                                                | 1 – 0                                                                   | Paraguay                                                                | Amichevole                                                              | -                                                                       |                                                                         |
| 7-9-2010                                                                | Nanjing                                                                 | Cina                                                                    | 1 – 1                                                                   | Paraguay                                                                | Amichevole                                                              | -                                                                       | 46’                                                                     |
| 17-11-2010                                                              | Hong Kong                                                               | Hong Kong                                                               | 0 – 7                                                                   | Paraguay                                                                | Amichevole                                                              | -                                                                       | 69’                                                                     |
| 26-3-2011                                                               | San Francisco                                                           | Messico                                                                 | 3 – 1                                                                   | Paraguay                                                                | Amichevole                                                              | -                                                                       |                                                                         |
| 7-6-2011                                                                | Luque                                                                   | Paraguay                                                                | 0 – 0                                                                   | Bolivia                                                                 | Amichevole                                                              | -                                                                       |                                                                         |
| 23-6-2011                                                               | Asunción                                                                | Paraguay                                                                | 0 – 0                                                                   | Cile                                                                    | Amichevole                                                              | -                                                                       | 65’                                                                     |
| 9-7-2011                                                                | Córdoba                                                                 | Brasile                                                                 | 2 – 2                                                                   | Paraguay                                                                | Coppa America 2011 - 1º turno                                           | -                                                                       |                                                                         |
| 14-7-2011                                                               | Salta                                                                   | Paraguay                                                                | 3 – 3                                                                   | Venezuela                                                               | Coppa America 2011 - 1º turno                                           | 1                                                                       |                                                                         |
| 17-7-2011                                                               | La Plata                                                                | Brasile                                                                 | 0 – 0 dts (0 - 2 dtr)                                                   | Paraguay                                                                | Coppa America 2011 - Quarti di finale                                   | -                                                                       | 102’                                                                    |
| 1-3-2012                                                                | Washington                                                              | Paraguay                                                                | 3 – 3                                                                   | Guatemala                                                               | Amichevole                                                              | -                                                                       |                                                                         |
| 8-9-2012                                                                | Córdoba                                                                 | Argentina                                                               | 3 – 1                                                                   | Paraguay                                                                | Qual. Mondiali 2014                                                     | -                                                                       |                                                                         |
| 12-9-2012                                                               | Asuncion                                                                | Paraguay                                                                | 0 – 2                                                                   | Venezuela                                                               | Qual. Mondiali 2014                                                     | -                                                                       | 9’ 70’                                                                  |
| Totale                                                                  |                                                                         | Presenze                                                                | 24                                                                      |                                                                         | Reti                                                                    | 2                                                                       |                                                                         |

## Palmarès

### Club

#### Competizioni nazionali
- Coppa d'Inghilterra: 1

Wigan: 2012-2013